# Alexandria (Minnesota)
 For alternative betydninger, se Alexandria (flertydig). (Se også artikler, som begynder med Alexandria)
Alexandria er en amerikansk by og administrativt centrum i det amerikanske county Douglas County, i staten Minnesota. I 2000 havde byen et indbyggertal på 8.820.

## Ekstern henvisning
- Alexandrias hjemmeside (engelsk)

45°53′07″N 95°22′38″V / 45.885233°N 95.377222°V